# Petrovo-Solonîha (Kîreakivka), Mîkolaiiv
Petrovo-Solonîha (în ucraineană Петрово-Солониха) este un sat în comuna Kîreakivka din raionul Mîkolaiiv, regiunea Mîkolaiiv, Ucraina.

## Demografie
Componența lingvistică a localității Petrovo-Solonîha
     Ucraineană (88,66%)
     Rusă (10,61%)
     Alte limbi (0,44%)
Conform recensământului din 2001, majoritatea populației localității Petrovo-Solonîha era vorbitoare de ucraineană (88,66%), existând în minoritate și vorbitori de rusă (10,61%).